# Valea Iclandului, Mureș
Valea Iclandului este un sat în comuna Iclănzel din județul Mureș, Transilvania, România.